# Indrek Sei
Indrek Sei (nacido el 26 de julio de 1972 en Tallin, Estonia) es un nadador retirado que participó en tres ediciones de los Juegos Olímpicos. En los de Barcelona en 1992 representando a la CEI y los dos posteriores representando a Estonia.
Obtuvo sus mayores éxitos en los Campeonatos de Europa de Piscina Corta donde sumó un total de cuatro medallas. En 1993 fue nombrado mejor deportista estonio del año.